# 6883 Hiuchigatake
6883 Hiuchigatake eller 1996 AF är en asteroid i huvudbältet som upptäcktes den 10 januari 1996 av den japanska astronomen Takao Kobayashi vid Ōizumi-observatoriet. Den är uppkallad efter Hiuchigatake berget i Japan.
Asteroiden har en diameter på ungefär 13 kilometer och den tillhör asteroidgruppen Themis.